# Mitsubishi Heavy Industries
Mitsubishi Heavy Industries (三菱重工業, Mitsubishi Jūkōgyō) TSE : 7011 est une entreprise japonaise d'ingénierie et de construction mécanique et électrique qui fait partie du conglomérat Mitsubishi. Elle fait partie du TOPIX 100.

## Histoire
Mitsubishi Jūkōgyō est né en 1934 de la fusion des compagnies de construction navale et aéronautique Mitsubishi.
Dans les années 1930/1940, l'usine de moteurs Mitsubishi installé à Nagoya est l'une des plus vastes du monde, avec une surface de près de 350 000 m2. 
En 1950, Mitsubishi Heavy Industries se sépare en trois entités distinctes : West Japan Heavy-Industries, Ltd., Central Japan Heavy-Industries, Ltd. and East Japan Heavy-Industries, Ltd. En 1964, Mitsubishi Heavy Industries, Ltd. renaît.
En 1970, la division automobile de Mitsubishi Heavy Industries devient Mitsubishi Motors.
En 2007, MHI et l'entreprise Areva créé une coentreprise dénommée ATMEA pour développer un nouveau modèle de réacteur nucléaire à eau pressurisée de moyenne puissance.
En 2010, avec un effectif de 68 820 employés, son chiffre d'affaires est de 33 080 millions de dollars et elle a eu 343 millions de dollars de bénéfices. Avec 9 % de ses ventes dans le domaine de la défense soit 2 960 millions de dollars, elle au 25e rang des producteurs d'armement mondiaux (hors Chine).
Le 29 novembre 2012, Hitachi et Mitsubishi Heavy Industries annoncent la fusion de leurs activités dans la production d'énergie thermique. Une fusion qui devrait être achevée au début de 2014, cette filiale devrait avoir un chiffre d'affaires de 1,5 billion de ¥, soit 18,3 milliards de $. Mitsubishi Heavy Industries prendra 65 % du nouvel ensemble quand Hitachi en prendra 35 %.
En septembre 2013, Vestas annonce la formation d'une coentreprise à 50/50 dans les éoliennes offshores avec Mitsubishi Heavy Industries.
En août 2017, pour la deuxième fois, la justice sud-coréenne ordonne à Mitsubishi Heavy Industries de verser des dédommagements à d'anciennes ouvrières esclaves de la Seconde Guerre mondiale.
En juin 2019, Bombardier annonce la vente de sa série CRJ à Mitsubishi Heavy Industries pour 550 millions de dollars. La cession est finalisée en juin 2020.

## Aviation
Mitsubishi Heavy Industries est l'une des quatre poids-lourds japonais qui forment l'ossature de l'industrie aéronautique nationale, avec Fuji Heavy Industries, Kawasaki Heavy Industries et IHI. Il produit depuis les années 1950 des aéronefs pour les Forces japonaises d'autodéfense, souvent des avions de conception américains sous licence. Il développe dans les années 1990 le premier hélicoptère civil japonais, le Mitsubishi MH 2000.
MHI a lancé un programme d'avions régionaux en 2003, Mitsubishi Regional Aircraft (plus tard renommé SpaceJet) dont les 2 modèles, le MRJ70 (70 à 80 places) et le MRJ90 (86 à 96 places), sont dotés de réacteurs Pratt & Whitney. Les premiers vols ont lieu en 2015. Il est abandonné en 2023.

### Modèles
Avant la Seconde Guerre mondiale
- Mitsubishi A5M
- Mitsubishi A6M Zero
- Mitsubishi A7M
- Mitsubishi B5M
- Mitsubishi F1M
- Mitsubishi G1M (en)
- Mitsubishi G3M
- Mitsubishi G4M
- Mitsubishi J2M
- Mitsubishi J4M (en)
- Mitsubishi J8M
- Mitsubishi K3M
- Mitsubishi K7M (en)
- Mitsubishi Q2M (en)
- Mitsubishi Ka-8 (en)
- Mitsubishi Ki-1
- Mitsubishi Ki-2
- Mitsubishi Ki-15
- Mitsubishi Ki-18 (en)
- Mitsubishi Ki-20
- Mitsubishi Ki-21
- Mitsubishi Ki-30
- Mitsubishi Ki-33 (ja)
- Mitsubishi Ki-46
- Mitsubishi Ki-51
- Mitsubishi Ki-57
- Mitsubishi Ki-67
- Mitsubishi Ki-83
- Mitsubishi MC-1 (en)

Post Seconde Guerre mondiale
- Mitsubishi F-1
- Mitsubishi F-2
- Mitsubishi F-15J
- Mitsubishi H-60
- Mitsubishi MH 2000
- Mitsubishi MU-2
- Mitsubishi MU-300 Diamond
- Mitsubishi RP-1 (en)
- Mitsubishi T-2

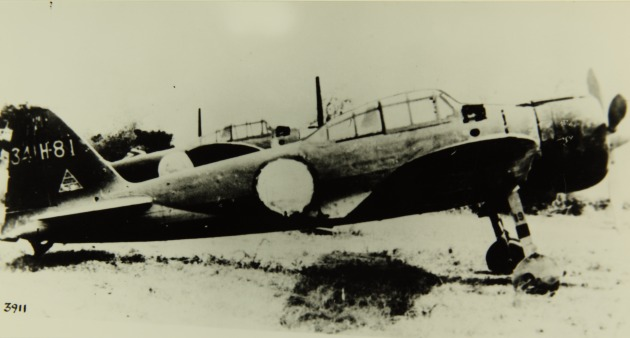
Mitsubishi A6M Zero.

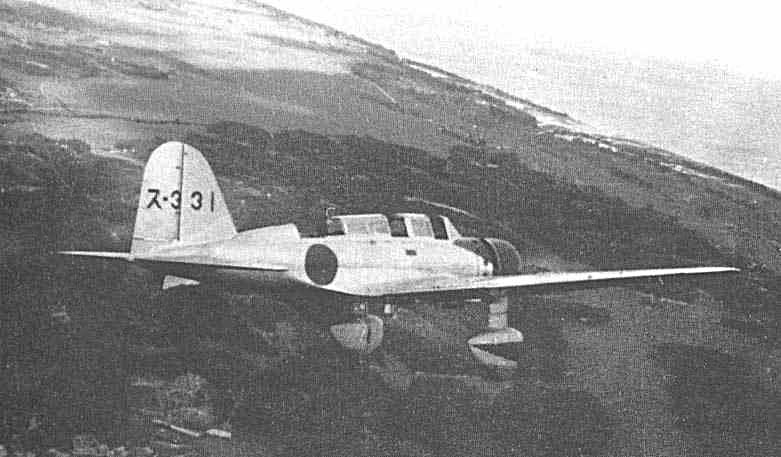
Mitsubishi B5M

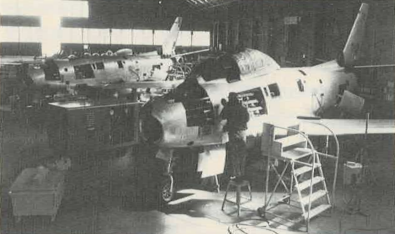
Ligne d'assemblage de F-86F Sabre par MHI en 1961.

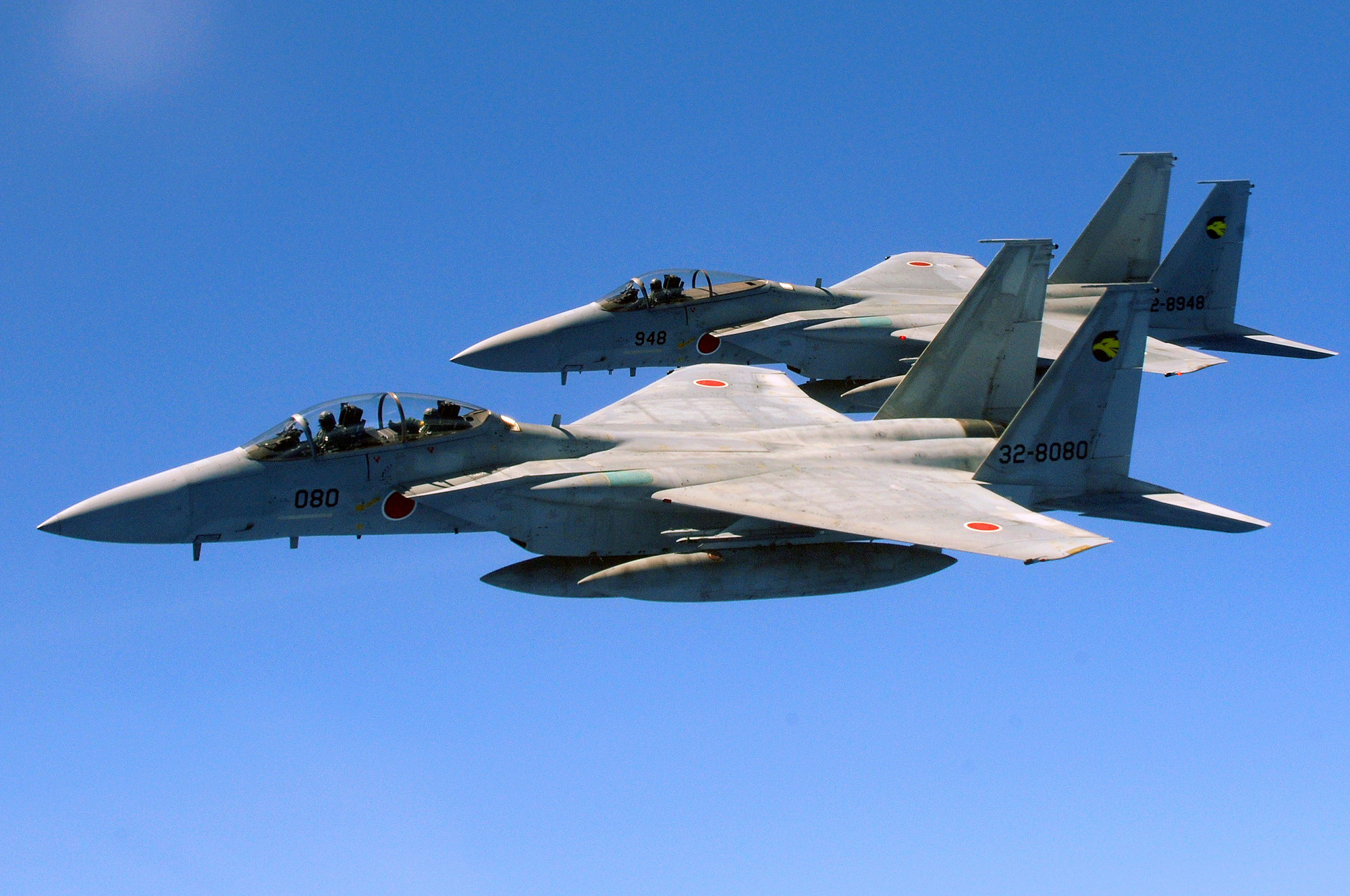
2 F-15J.

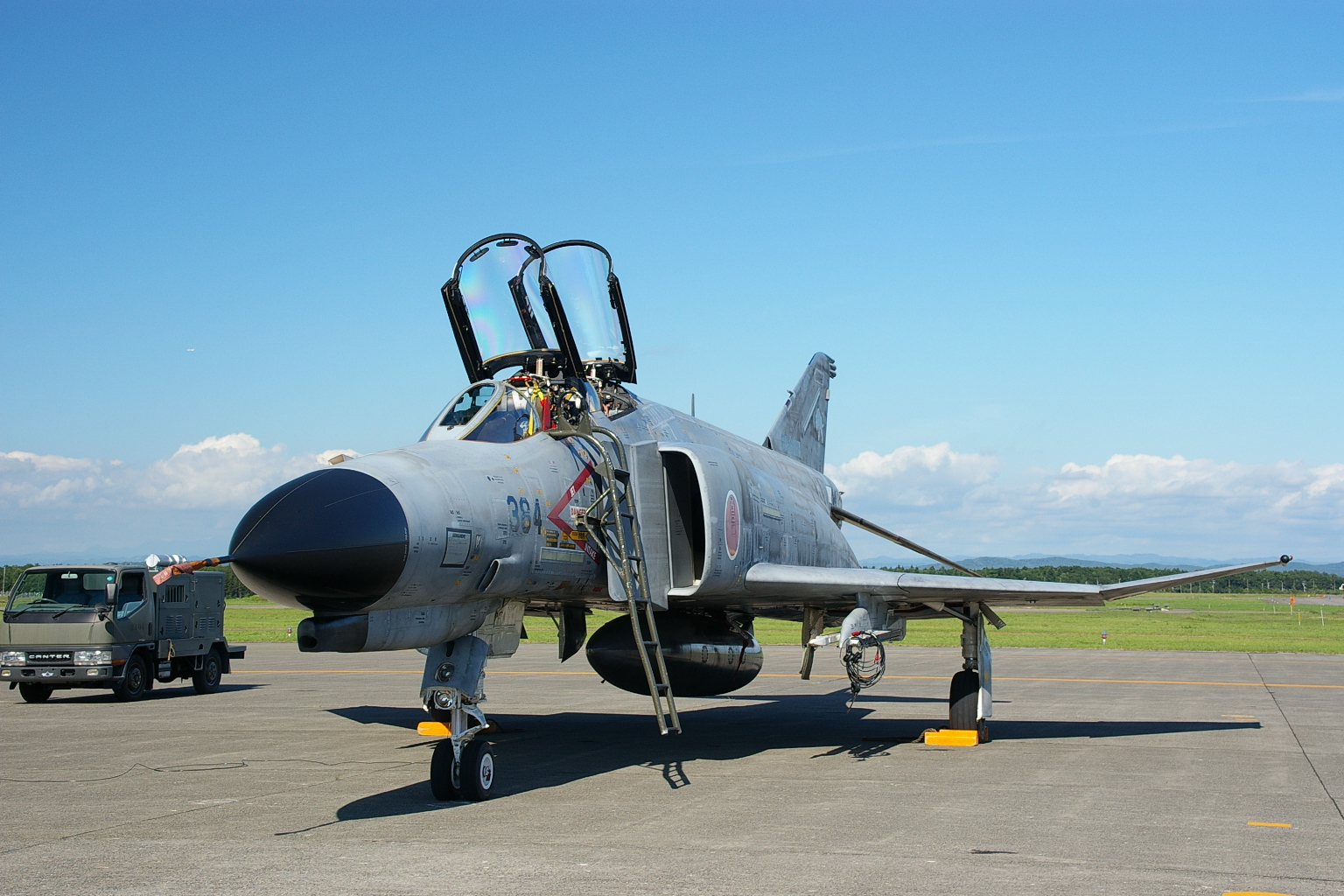
Un F-4EJ (Kai). Version amélioré du F-4EJ mis en service à partir du 24 novembre 1989.

- Mitsubishi SpaceJet (anciennement MRJ)
- Mitsubishi X-2

### Moteurs
- Ha-42 (ja)
- Ha-43 (en)
- Kasei
- Kinsei
- Shinten (en)
- Zuisei
- TS1 (ja) / MG5-110 (ja)
- IAE V2500 (en collaboration avec l'International Aero Engines)

## Construction navale
La construction navale est une activité historique pour Mitsubishi Heavy Industries. Elle débute en 1884 lorsque Mitsubishi loue puis acquiert la société Nagasaki Shipyard & Machinery Works (fondée en 1857 sous le nom de Nagasaki Yotetsusho Foundry). Par la suite, Mitsubishi devient progressivement l'une des principales entreprises japonaises de construction navale, construisant des navires commerciaux et militaires, y compris les cuirassés de classe Yamato de la marine impériale japonaise pendant la Seconde Guerre mondiale.
Les principaux chantiers de MHI se situent à Nagasaki, Kobe et Shimonoseki. Nagasaki Shipyard & Machinery Works est la principale division de construction navale de MHI. Elle construit principalement des navires marchands, tels que des porte-conteneurs, des tankers ou encore des navires à passagers.

## Spatial
Mitsubishi Heavy Industries est le principal constructeur spatial japonais. Il fabrique les lanceurs lourds japonais H-IIA et H-IIB, le cargo spatial HTV, ainsi que certains satellites artificiels japonais.  
Il a par le passé développé les lanceurs japonais H-II, N-I (fusée) et N-II (fusée), des sondes spatiales comme SELENE et le projet de navette spatiale HYFLEX.